# Apocephalus niger
Apocephalus niger är en tvåvingeart som beskrevs av Malloch 1935. Apocephalus niger ingår i släktet Apocephalus och familjen puckelflugor. Inga underarter finns listade i Catalogue of Life.